# Hans-Dieter Burkhard

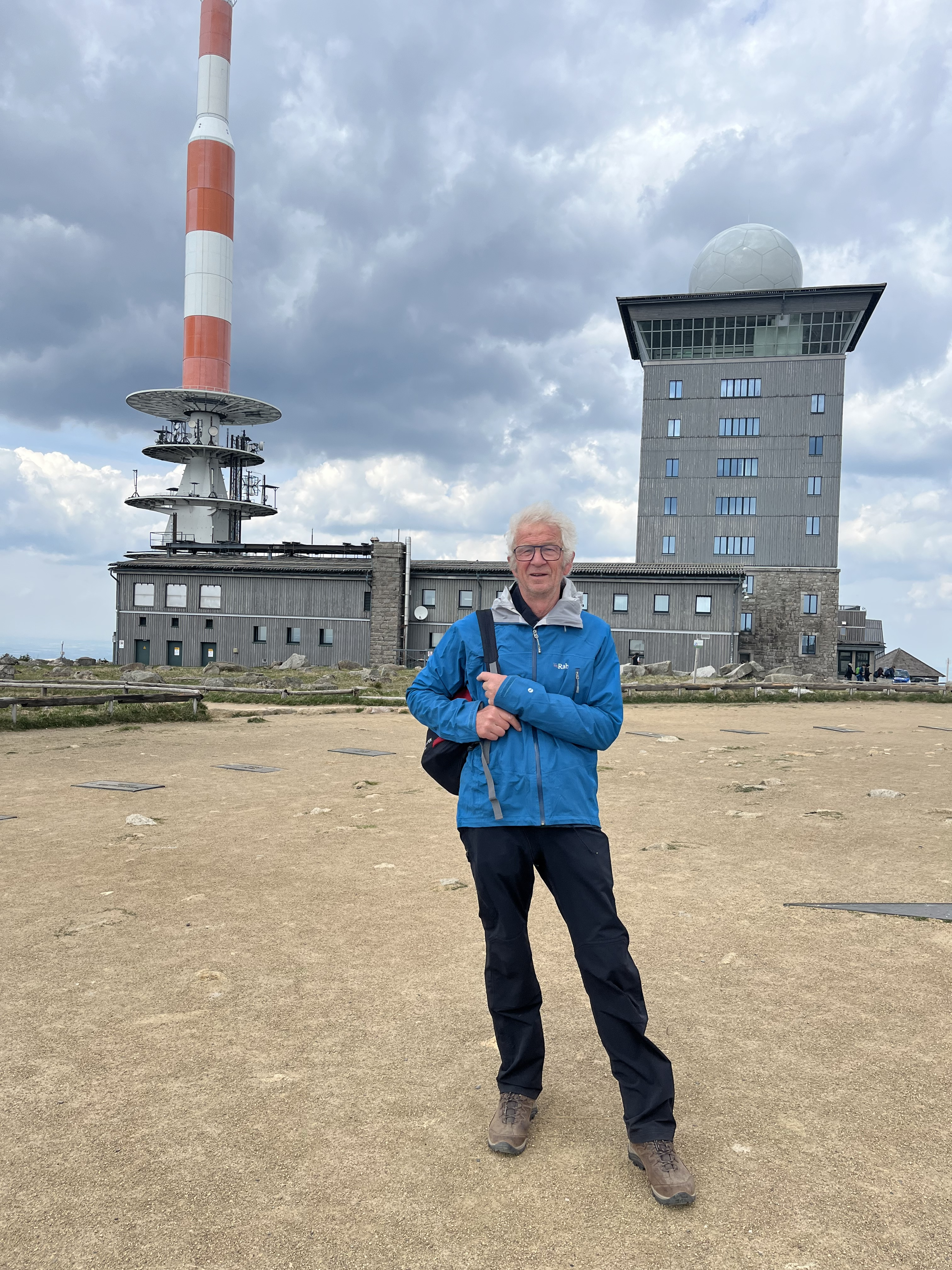
Hans-Dieter Burkhard (2022)

Hans-Dieter Eberhard Burkhard (* 4. Februar 1944 in Erfurt) ist ein deutscher Informatiker und emeritierter Professor für künstliche Intelligenz an der Humboldt-Universität zu Berlin.

## Leben
Hans-Dieter Burkhard wurde 1944 in Erfurt geboren. Seine Mutter Anna-Luise Reichardt (geb. Steudel) war Katechetin in Erfurt. Seinen Vater, Rechtsanwalt Günther Burkhard, den sie 1942 heiratete, lernte Hans-Dieter Burkhard nie kennen; er verstarb 1944 im Zweiten Weltkrieg in Russland in Gefangenschaft. Seine Mutter heiratete im Jahr 1952 den Sonderschullehrer Hans Reichardt, mit dem sie die Kinder Christoph und Elisabeth bekam. Burkhard ist seit 1991 in zweiter Ehe verheiratet (erste Ehe 1965 bis 1988), lebt abwechselnd in Berlin und im Oderbruch. Er hat vier Kinder, zwei Stiefkinder und acht Enkelkinder.

## Ausbildung und Studium
Von 1950 bis 1962 besuchte Hans-Dieter Burkhard die Schule in Erfurt, bevor er von 1962 bis 1965 Mathematik an der Friedrich-Schiller-Universität Jena studierte. Es folgte die Tätigkeit als Programmierer am Rechenzentrum der Deutschen Reichsbahn Berlin (1965–1966), bevor er von 1966 bis 1968 sein Mathematikstudium an der Humboldt-Universität zu Berlin fortsetzte. Die 1968 abgeschlossene Diplomarbeit trug den Titel Experimente an Nicht-Deterministischen Automaten. Von 1968 bis 1970 wurde er, mittlerweile Vater von zwei Kindern (geboren 1966 und 1968), zum Militärdienst in die NVA der DDR eingezogen. Da er den Dienst an der Waffe verweigerte, diente er als Bausoldat.

## Akademische Laufbahn
Von 1970 bis 1972 folgte die Aspirantur an der Humboldt-Universität zu Berlin (HU), die er 1972 mit der Dissertation A zum Thema Konstruktionsalgorithmen für Identifizierungsexperimente an synchronen und asynchronen Automaten abschloss. Von 1972 bis 1990 war Burkhard Assistent an der HU mit den Arbeitsgebieten Automatentheorie, Petri-Netze, Diagnose von VLSI-Schaltkreisen, Compiler und Prolog-Interpreter. 1984 erhielt er seine Facultas docendi, gefolgt von der Dissertation B (Habilitation) im Jahre 1985 zum Thema Untersuchung von Steuerproblemen nebenläufiger Systeme auf der Basis abstrakter Steuersprachen. 1990 wurde er Dozent für Grundlagen der Künstlichen Intelligenz an der HU Berlin.

## Forschung und Lehre
Im Jahr 1992 wurde Burkhard zum Professor für Künstliche Intelligenz (KI) an der HU ernannt. In dieser Funktion war er bis zu seiner Pensionierung im Jahr 2009 tätig. Auch nach seiner Pensionierung hält er regelmäßig Kurse in verschiedenen europäischen Ländern (u. a. Bulgarien, Kroatien, Frankreich) ab.
Von 1991 bis 1998 war er Präsident des Konzils der Humboldt-Universität und von 1991 bis 1996 Sprecher der Berliner Interessengruppe KI. Seine Hauptforschungsfelder sind die Automaten-Theorie, nebenläufige Systeme, Petri-Netze, verteilte KI, Multiagentensysteme, Fallbasiertes Schließen, Agenten-Steuerungen sowie intelligente autonome Roboter. National und international bekannt wurde Burkhard durch seine erfolgreichen Tätigkeiten im RoboCup (Fußball-Weltmeisterschaften mit Robotern oder Simulationen), den er mit seiner Mannschaft mehrfach gewann (siehe Preise). Von 1998 bis 2008 war er Mitglied im Board of Trustees der RoboCup-Federation und im Jahr 2000 Co-Chair des Organisationskomitees der ECAI 2000 in Berlin. Seit 2002 war er ECCAI-Fellow (heute EurAI, European Association for Artificial Intelligence). Von 2004 bis 2008 war Hans-Dieter Burkhard Vizepräsident Europa der RoboCup-Federation und 2006 Co-Chair des parallel zur Fußball-Weltmeisterschaft der Herren in Deutschland stattfindenden RoboCups 2006 in Bremen. Seine Vision einer Fußball-Weltmeisterschaft, bei der im Jahr 2050 humanoide Roboter gegen den amtierenden Fußball-Weltmeister antreten, schrieb er gemeinsam mit dem Reporter und Autor Hans-Arthur Marsiske im 2003 erschienenen Sachbuch Endspiel 2050 nieder.
Im Rahmen seiner Lehre führte Burkhard unter anderem die Lehrveranstaltungen „Einführung in die Künstliche Intelligenz“, „Kognitive Robotik“ sowie diverse Seminare (z. B. Projektseminar RoboCup) und Forschungsseminare durch. Er betreute zahlreiche Bachelor-, Diplom- und Masterarbeiten sowie Dissertationen.
Seit 2009 ist Hans-Dieter Burkhard Seniorprofessor an der Humboldt-Universität zu Berlin.

## Preise und Auszeichnungen
- 2004, 2005, 2008: Weltmeister in der Four-Legged Robots League RoboCup mit dem German Team
- 2004: Lieblingsprofessor der Humboldt-Kinder-Uni
- 1997: Weltmeister in der Simulationsliga des RoboCup mit dem Team AT Humboldt

## Publikationen (Auswahl)
Die vollständige Publikationsliste befindet sich auf den Seiten der Humboldt-Universität zu Berlin (siehe Weblinks)
- Engelmann, L., Buttke, R., Strehmann, J., Burkhard, H.-D., Bartke, P. (2015): Duden Informatik. Schülerbuch Gymnasiale Oberstufe. 1. Aufl. Duden Schulbuchverlag. 544 S. ISBN 978-3-8355-1313-6.
- Visser, U., H.-D.Burkhard (2007). RoboCup - 10 years of achievements and future challenges. AI Magazine, 28 (2), 115-132.[4]
- Meister, M., K. Schröter, D. Urbig, E. Lettkemann, H.-D. Burkhard, W. Rammert (2007). Construction and evaluation of sociologically inspired agents in hybrid settings. Approach and experimental results of the INKA project. Journal of Artificial Societies and Social Simulation 10(1)4.[5]
- Burkhard, H.-D. (2006). Künstliche Intelligenz zwischen Schach und Fußball. In: Reisig, W., J.-C.Freytag (Hrsg.): Informatik – Aktuelle Themen im historischen Kontext. Springer, S. 17–48.
- Burkhard, H.-D. (2005). Warum sind wir schlauer als Roboter. In: Humboldt Kinderuni, Lohmann-Verlag, S. 14–23.
- Burkhard, H.-D., H.-A. Marsiske (2003). Endspiel 2050. Telepolis (Heise). ISBN 3-936931-02-X.
- Burkhard, H.-D. (2002). Real Time Control for Autonomous Mobile Robots. Fundamenta Informaticae 51(3) 251-270 (2002).[6]